# Europäische Kultur und Wirtschaft
European Culture and Economy (Europäische Kultur und Wirtschaft), oder kurz ECUE, ist ein akademischer Studiengang, der interdisziplinär angelegt ist und oft mit dem Bachelor- bzw. Masterstudiengang European Studies verwechselt wird. Allerdings unterscheiden sie sich in vielen Punkten. Die Absolventen des Studienganges ECUE können in den unterschiedlichsten Bereichen tätig werden, oft jedoch in Berufen, die in Beziehung zur EU und ihren Institutionen stehen.

## Entstehung
ECUE ist ein internationaler Masterstudiengang, der verschiedene Disziplinen miteinander verzahnt und die Inhalte der Veranstaltungen in einen europäischen Kontext setzt. Erstmals wurde der Studiengang im Wintersemester 1999/2000 an der Ruhr-Universität Bochum angeboten. Es sollten ursprünglich, unterstützt vom DAAD und der HRK, vorwiegend Studenten aus den Geisteswissenschaften wirtschaftliche Grundlagen, interkulturelle Kompetenz und das nötige Know-how für den Arbeitsmarkt erwerben. 2007 wurde „Europäische Kultur und Wirtschaft“ durch ACQUIN akkreditiert. Die Regelstudienzeit beträgt vier Semester.

## Programm
Einen Schwerpunkt des Studiums bildet die Untersuchung des europäischen Raumes unter sozialer, kultureller und wirtschaftlicher Perspektive. In Kolloquien und einer verpflichtenden Exkursion nach Brüssel werden die einzelnen Themen verknüpft und die Forschungs- sowie interkulturellen Kompetenzen der Studierenden trainiert. Durch den Studiengang entwickeln sich die Studenten keineswegs zu Experten in den beteiligten Fachbereichen, sondern eher zu spezialisierten Generalisten.
Es werden Veranstaltungen aus den folgenden Fachbereichen besucht:
- Rechtswissenschaft
- Wirtschaftswissenschaft
- Geschichtswissenschaft
- Politikwissenschaft
- Kulturwissenschaft
- Philosophie
- Soziologie

Das Einarbeiten in viele unterschiedliche Disziplinen und die aktive Verknüpfung der Inhalte ermöglicht den Studenten, problemlos verschiedene Blickwinkel einzunehmen und zu analysieren, ein schnelles Einarbeiten in neue Sachverhalte und einen rationalen Umgang mit kulturellen Selbst- und Fremdbildern.
Da der Studiengang großen Wert auf Internationalität setzt, lernen die Studierenden in den Seminaren die Sichtweisen verschiedener Nationen kennen. Diese stammen nicht nur aus EU-Staaten, sondern auch aus Asien, Afrika, den U.S.A. und anderen europäischen Ländern. Inzwischen erhielten Studenten aus über 40 Nationen den Abschluss, da viele Studienplätze an ausländische Studierende vergeben wird.

## Voraussetzungen
Um am Studiengang „Europäische Kultur und Wirtschaft“ teilnehmen zu können, müssen die Studenten neben einem guten bis sehr guten Bachelor-Abschluss entsprechende Kenntnisse in der deutschen und englischen Sprache mitbringen. Für deutsche Studenten ist es von Vorteil, wenn sie zusätzlich schon Erfahrungen im Ausland gesammelt haben, entweder in Form eines Praktikums oder eines akademischen Aufenthaltes.